# Ideologia
L'ideologia è il complesso di credenze, opinioni, rappresentazioni, valori che orientano un determinato gruppo sociale. Il termine ideologia appare per la prima volta nell'opera Mémoire sur la faculté de penser del 1796 di Antoine-Louis-Claude Destutt de Tracy (1754-1836) con il significato di «scienza delle idee e delle sensazioni».
In seguito il termine ha assunto il significato più generico di «sistema di idee» più o meno coerente e organizzato (secondo un logos, di volta in volta con connotazioni negative, positive o neutre) soprattutto per opera di Karl Marx e della sua critica dell'idealismo.
In particolare, il termine è usato in riferimento a dottrine politiche, a movimenti sociali caratterizzati da un'elaborazione teorica, a orientamenti ideali-culturali e di politica economica e sociale.

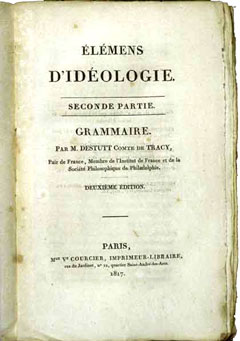
Elementi d'ideologia (1825-27)

## Storia del termine

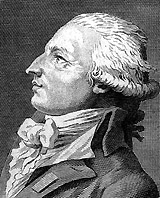
Destutt de Tracy

L'"ideologia" si riferisce originariamente agli "idéologues" (ideologi), una corrente di pensiero attiva in Francia tra il XVIII e il XIX secolo.
Gli ideologi si riferivano principalmente al pensiero di Helvetius, di John Locke e di Condillac. Ricorrendo ad una base fortemente materialistica e utilizzando anche gli studi sulla fisiologia del sistema nervoso di Pierre Jean Georges Cabanis, essi cercavano di indagare l'origine delle idee attribuendola ai dati sensoriali, che per successive composizioni avrebbero originato ogni fenomeno psichico. Anche la morale, intesa in senso utilitaristico, e la politica, concepita in senso liberistico, venivano considerate come "ideologia applicata".
Gli ideologi, rifiutando la metafisica ed insieme i contenuti ideali del pensiero illuministico, si dedicarono a campi d'indagine ristretti di carattere sociale ed economico, ai quali applicavano metodi matematici e statistici allo scopo di ottenere delle previsioni attendibili in settori della realtà umana generalmente ritenuti imprevedibili e impossibili da dirigere razionalmente.
Per l'opposizione espressa dagli ideologi al suo sistema di governo, Napoleone trasformò in modo dispregiativo il senso del termine, indicando negli ideologi i "dottrinari", coloro i quali avevano poco contatto con la realtà e scarso senso politico.

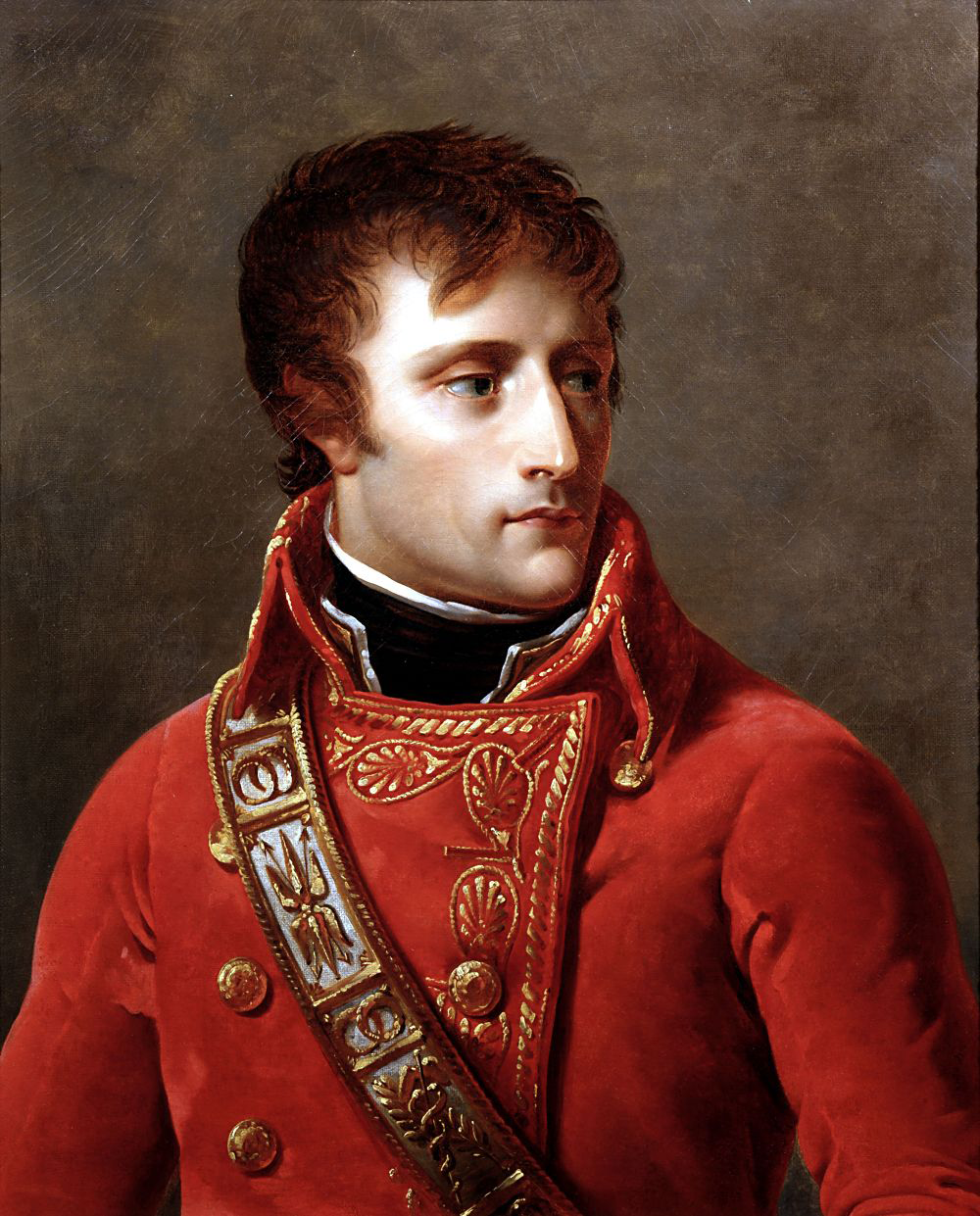
Napoleone Bonaparte primo console

Il significato originario del termine infatti, come metodo del corretto ragionare, discorso razionale sulle idee, assunse un significato peggiorativo con Napoleone, il quale non aveva più bisogno di atteggiarsi a sostenitore delle idee illuministe di questi ideologi, progressisti atei e razionalisti, dei quali si era servito agli inizi della sua carriera. Egli affermava in un suo discorso del 1812:
(Napoleone Bonaparte, 1812 )
Da quel momento, il significato originario di ideologia come atteggiamento filosofico e scientifico si perse così quasi subito, come anche il legame col materialismo e il sensismo, acquisendo connotati sempre più vicini alla nozione moderna, assai vicina a quelle di dogmatismo e faziosità. Il termine cominciò quindi ad assumere per ragioni politiche il significato di una visione distorta della realtà, con la fallimentare ambizione di voler dare un ordine razionale alla società, di voler fondare scientificamente l'ordine sociale.

## L'ideologia in Europa

### Melchiorre Gioia e Carlo Cattaneo

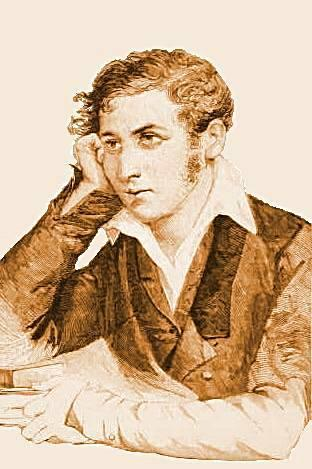
Carlo Cattaneo

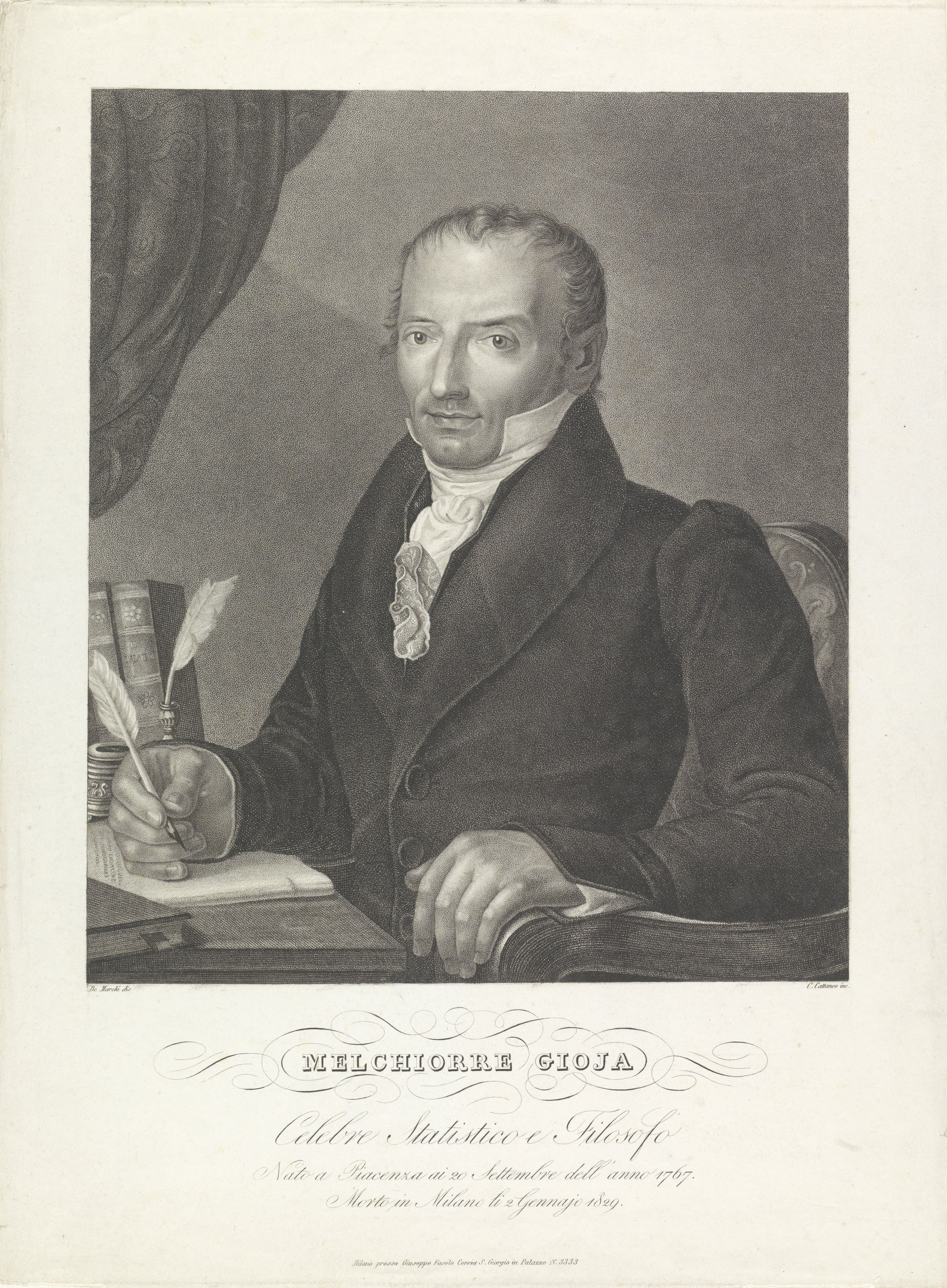
Melchiorre Gioia

Le concezioni degli ideologi francesi suscitarono interesse anche in Italia, con Melchiorre Gioia, uno dei primi studiosi ad applicare i concetti di statistica alla gestione economica dei conti pubblici e autore dell'opera "Ideologia" (1822) e  con Carlo Cattaneo, che sosteneva il carattere sociale dell'esperienza umana, considerata come il fondamento di una nuova psicologia sociale.
Osservava Cattaneo che se «l'atto più sociale dell'uomo è il pensiero», i risultati di questa attività speculativa presenteranno un «poliedro ideologico», una vastissima varietà di idee e di comportamenti legati alla civiltà, che potranno essere indagati e definiti da una «ideologia sociale» o «ideologia delle genti» intesa come «istoria delle idee nei popoli» così come avevano intuito sia Vico che Hegel.

### Karl Marx

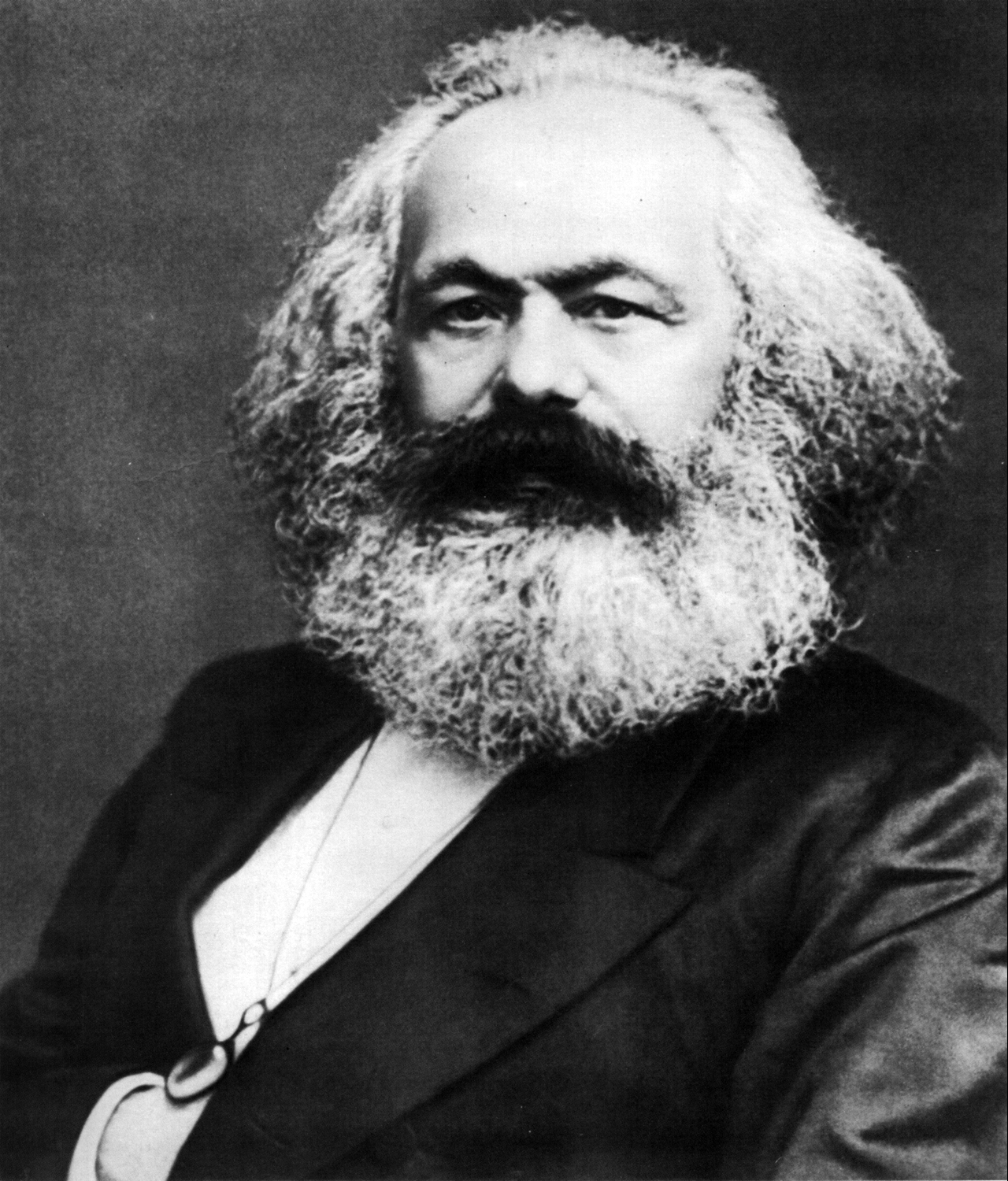
Karl Marx

Il termine ideologia si trasmette in Marx ed Engels con il significato negativo, datogli da Napoleone, di vuota espressione dottrinaria.
Con l'analisi di Karl Marx tutte le teorie filosofiche, politiche, morali, religiose non sono autonome ma, essendo prodotti umani, sono vincolate alle condizioni di vita degli uomini; per cui appaiono autonome solo in una società dove, nei rapporti (Verkehr) di produzione, i mezzi per produrre e il loro uso sono divisi tra classi.
In altre parole, l'ideologia è il modo di vedere la realtà della classe sociale dominante.
Marx utilizza il termine ideologia anche nel suo significato letterale derivato dalla parola tedesca Ideenkleid, «vestito d'idee», per cui ideologica è ogni concezione che voglia rivestire di idee e principi astratti la concreta realtà dei fatti materiali, mascherandoli e dandone una surrettizia giustificazione.
Così sono dei puri ideologi i giovani hegeliani e i "veri socialisti" tedeschi, i quali sostengono che lo scontro delle idee si riflette nella situazione storica dove prevalgono gli ideali superiori.
Bruno Bauer, Feuerbach, Max Stirner si illudono quindi che si possa modificare la realtà sociale tramite un'astratta critica delle idee, in nome di un materialismo senza base economica e storica, altrettanto metafisico quanto l'idealismo hegeliano.
L'ideologia dunque nasce dalla separazione di teoria e prassi che in un secondo tempo Marx approfondì nella concezione di sovrastruttura e struttura: queste sono legate da un rapporto di complementarità secondo il quale se è vero che le sovrastrutture, teorie filosofiche, economiche, politiche ecc., nascono sulla base delle reali strutture storiche, materiali, della società, è pur vero che queste formazioni ideologiche non rimangono isolate nella loro astrattezza, ma possono tornare a modificare anch'esse la società esistente.

### Antonio Gramsci
Una considerazione positiva dell'ideologia si trova in Antonio Gramsci, che la intende come «concezione del mondo», a patto che essa non sia il risultato di astratte teorie individuali ma strumento di organizzazione delle masse, utile a raggiungere un compromesso tra interessi storici contrapposti.

### Georges Sorel
Anche Georges Sorel nelle sue Considerazioni sulla violenza ritiene che l'ideologia sia un "mito", che tuttavia è utile come guida e stimolo all'azione politica delle masse, eccitate e stimolate dall'esaltazione di valori.

### Vilfredo Pareto
Con gli studi di Vilfredo Pareto l'ideologia si contrappone alla scienza perché le due discipline fanno riferimento a campi opposti: la prima riferisce al campo del sentimento e della fede, la seconda a quello dell'osservazione e del ragionamento. Viene così stabilito un punto importante: la funzione dell'ideologia, che non è altro che la razionalizzazione di sentimenti ed impulsi, è in primo luogo quella di persuadere, cioè di dirigere l'azione.

### Karl Mannheim
Karl Mannheim distingue poi un concetto universale ed uno particolare di ideologia. In senso particolare s'intende per essa l'insieme delle contraffazioni della realtà, che un individuo compie più o meno coscientemente. In senso generale significa l'intera "visione del mondo" di un gruppo umano, per es. una classe che trovandosi in una condizione subordinata aspira ad una trasformazione e in questo senso di parla di "ideologia generale" .
La prima va analizzata dal punto di vista psicologico, la seconda da quello sociologico.
Nel confronto tra ideologia e utopia Mannheim ritiene che siano entrambe realtà trascendenti distinte, delle quali solo la seconda è realizzabile come una realtà che non c'è ma che può essere realizzata: un progetto di realizzazione in anticipo sui tempi ma che spinge all'azione fin da ora.

## Funzioni psicologiche
Chiara Volpato esplicita le funzioni psicologiche delle ideologie: «le ideologie servono a risolvere l'incertezza e a soddisfare l'umano bisogno di comprendere e prevedere ciò che accade. Le persone sono motivate a percepire il mondo e a interpretare quanto succede a loro in modi che confermino la loro ideologia: mantenere fede alla propria visione del mondo e essere all'altezza degli standard contemplati da tale visione è essenziale per fronteggiare l'ansia e mantenere l'autostima. La conferma della propria ideologia aumenta il senso di sicurezza, tanto importante per gli esseri umani, la disconferma provoca invece ansia e accresce il senso di vulnerabilità. Quando l'ideologia in cui credono è in pericolo, le persone si impegnano per riaffermarla, il che fa sì che il legame tra ideologia e comportamenti sia più stretto quando l'ideologia è minacciata.».
«La psicologia sociale dalle sue origini ha studiato le varie ideologie legittimanti l'ipotesi del mondo giusto, l'etica protestante, l'autoritarismo, il conservatorismo politico, il sessismo, l'orientamento alla dominanza sociale, l'ideologia meritocratica, l'ideologia del libero mercato ), trovando che tutte condividono» alcuni bisogni psicologici di superamento della paura e dell'insicurezza ed «inoltre sono foriere di conseguenze simili, sia individuali che di gruppo o di sistemi, quale l'inibizione di risposte emotive come l'indignazione e i sensi di colpa...».